# Francisca del Espíritu Santo
Francisca del Espíritu Santo, nacida Carolina Barón (12 de diciembre de 1820, Mailhac, Aude, Francia – 28 de diciembre de 1882, Francia) fue una monja franciscana, fundadora de la Congregación de Franciscanas del Espíritu Santo, también conocidas como Franciscanas de Montpellier. Su proceso de beatificación se abrió el 3 de abril de 1959, El 9 de octubre de 2017, fue declarada venerable por el papa Francisco. Sus restos se encuentran en la casa madre de la orden en Montpellier.